# M/S Baltic Princess
M/S Baltic Princess är en kryssningsfärja som går Kapellskär-Långnäs-Åbo för Silja Line.

## Historia
- Den 15 juli 2008 ersatte Baltic Princess M/S Galaxy på linjen Helsingfors-Tallinn. Hon byggdes i Helsingfors på Aker Finnyards.

- Trafikerar för Silja Line på linjen Stockholm-Mariehamn/Långnäs-Åbo från och med 1 februari 2013. Bytte rutt med Silja Europa, och fick finsk flagg med hemmahamn i Mariehamn.

## Bilder

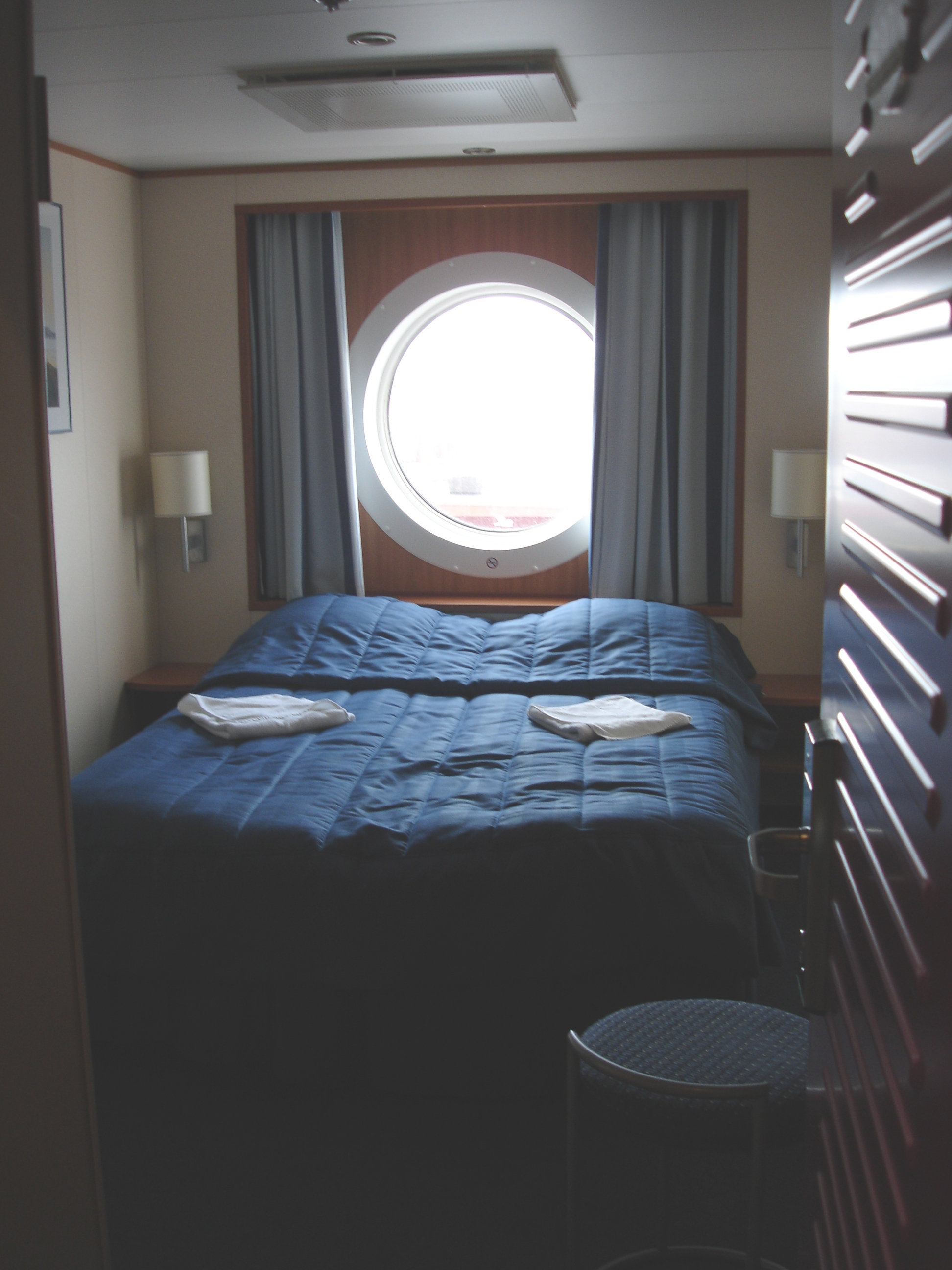
A Premium-hytt
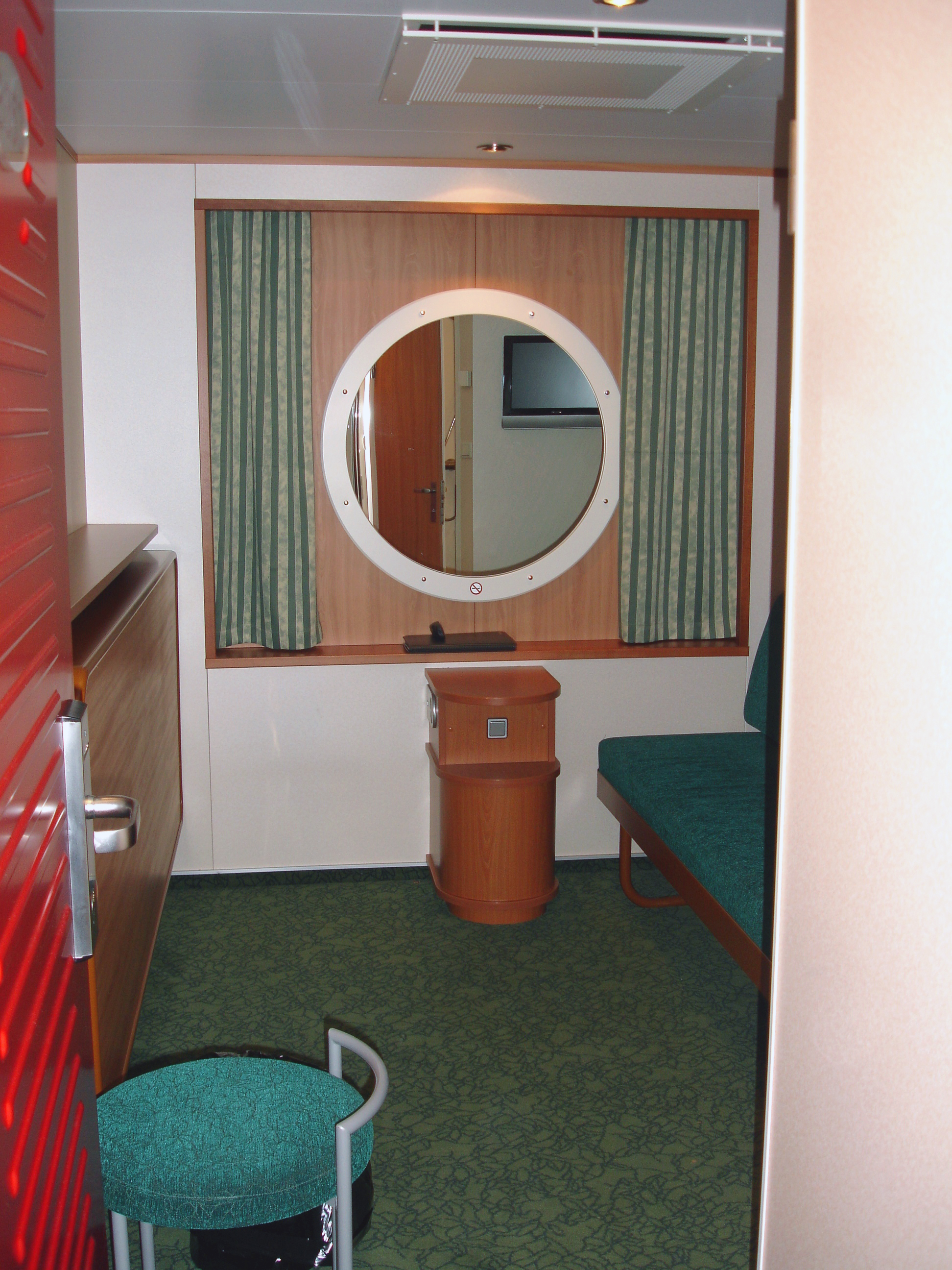
B-hytt
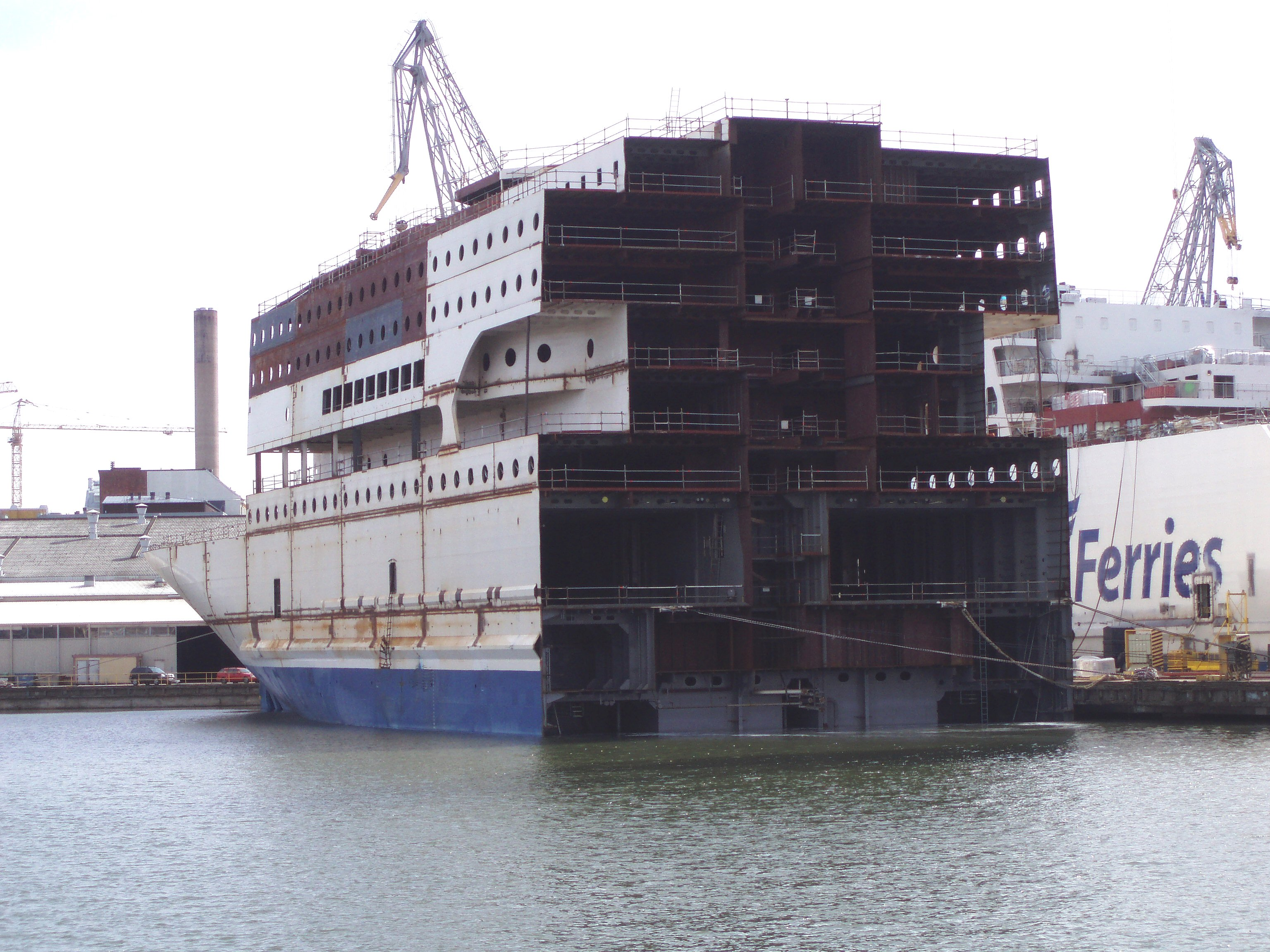
Baltic Princess som NB 1361
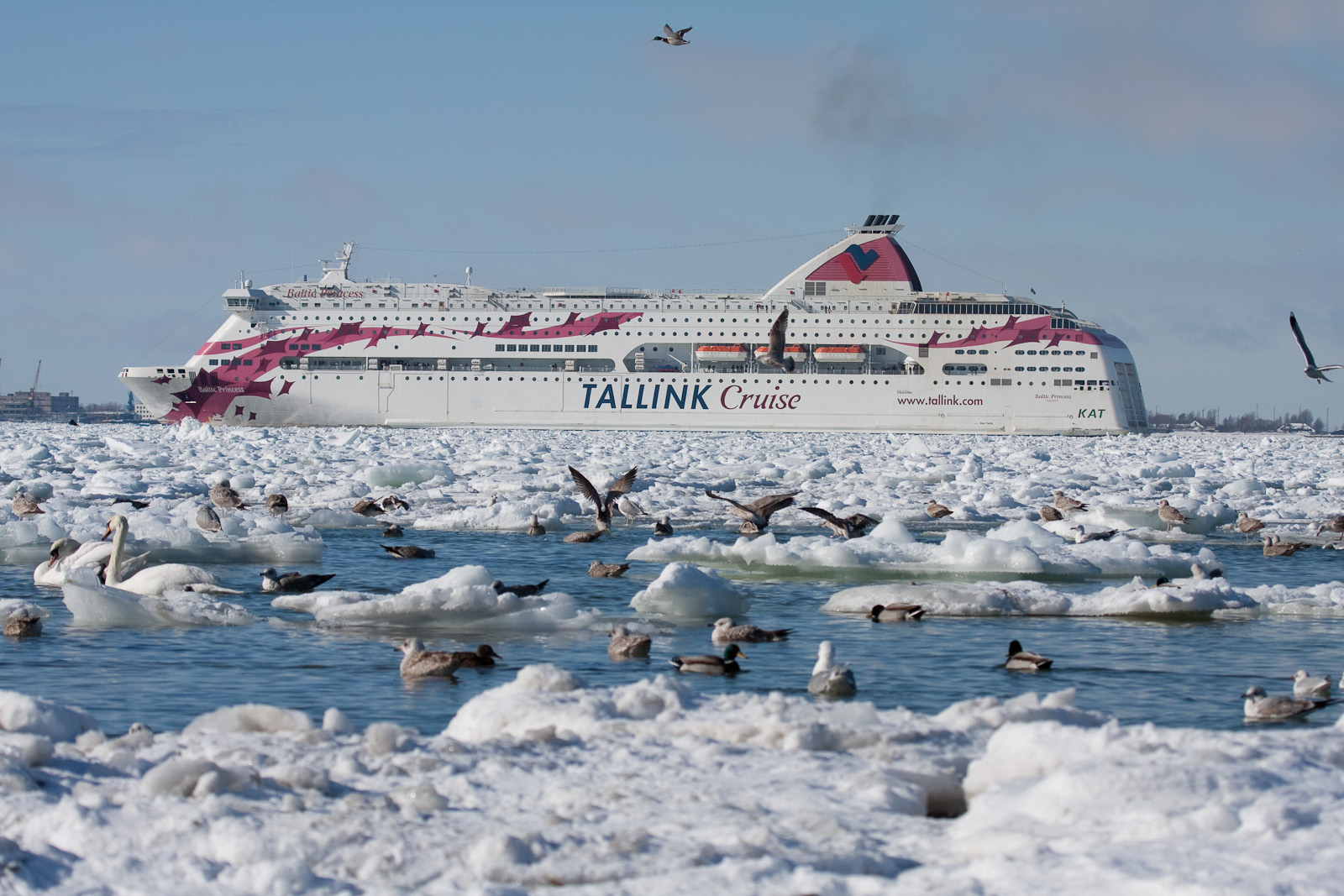

## Systerfartyg
- M/S Galaxy
- M/S Baltic Queen